# Zdravstvena nega bolesnika u komi
Zdravstvena nega bolesnika u komi je skup medicinskih procedura ili treći, četvrti i peti stepen zdravstvene nege, koja se sprovodi nad bolesnikom sa poremećajem stanja svijesti, na za to specijalno opremljenim odeljenjima - u okviru bolničkih odeljena i klinika za urgentnu medicinu.
Zdravstvena nega bolesnika u komi je specifična zbog potpune zavisnosti bolesnika od pomoći druge osobe, kao i otežane dijagnostike. Takvi bolesnici često ne mogu samostalno disati bilo zbog poremećaja centra za respiraciju ili zbog problema u održavanju prohodnosti disajnog puta, i njima je neophodna mehanička ventilacija. Kako su često i hemodinamski nestabilni nada njima treba uspostaviti invazivni monitoring vitalnih funkcija. Obavezno se postavlja centralni venski pu katetera kojisluži za primenu infuzijskih otopina, lekova (vazoaktivnih supstanci) kao i
merenje centralnog venskog pritiska. Postavljanje arterijske kanile je standard kod ovih bolesnika, a služi za kontinuirano invazivno merenje arterijskog pritiska.
Medicinska sestra kod ovih pacijenata kontinuirano meri i evidentira vitalne funkcije, i neprestano je u komunikaciji sa porodicom bolesnika, i koliko je to moguće nastoji da obezbedi porodici da borave uz svog obolelog člana i da im odgovore na postavljena pitanja, u skladu sa njenim kompetencijama.  

## Opšte informacije
Koma je najdublji kvantitativni poremećaj svesti. Pacijent u stanju kome uvek ima
zatvorene oči i ne može da se razbudi čak ni tokom najbolnijeg nadražaja. Bolesnik ne reaguje ni na kakave spoljne nadražaj, a fiziološki refleksi su ugašeni. 
Ralikuju se plića stanja kome (u kojima je očuvana jednostavni motorički refleksi) i dublja stanja kome.
Koma je i hitno stanje, u kome poremećaj svesti mora trajati više od jednog sata kako bi se
mogao razlikovati od prolaznih poremećaja svesti kao što je sinkopa. Koma obično traje dve
do četiri nedelje i nakon toga najčešće prelazi u vegetativno stanje/stanje budnosti bez sadržaja svesti ili minimalno svesno stanje.

## Cilj
Cilj zdravstvene nege bolesnika u komi je da se stalnom kontrolom, pažljivim monitoringom i daljim lečenjem, pre svega spreče oštećenja mozga i sekundarne ishemične lezije drugih organa, a zatim po stabilizovanju stanja, da se otkrije i eventualni, osnovni uzrok, koji je doveo do poremećaj stanja svesti i poremećaja drugih vitalnih funkcija.
Od početka kome pa do eventualne smrti medicinska sestra/tehničar imaju za cilj da  se neprestano brinu za bolesnika kao da će potpuno ozdraviti, i pri tome se ni u jednom trenutku ne smeju ponašati kao da za bolesnika nema nada za izlečenje.

## Postupci
Mehanička ventlacija
Kod bolesnika na mehaničkoj ventilaciji medicinska sestra redovno održava prohodnost disajnog puta sukcijom sekreta. Ako je neprestano prisutan sekret sesta obavlja toaletu usne šupljine, i bolesniku podiže uzglavlje, u cilju sprečavanja razvoja respiratorne infekcije odnosno pneumonije povezane sa mehaničkom ventilacijom. 
Štetne uticaje endotrahealne intubacije i mehanički uticaj endotrahealnog tubusa, treba smanjivati kroz stalnu higijenu usne šupljine,  i paziti na položaj endotrahealnog tubusa i način njegove fiksacije.
Ishrana i unos tečnosti
Unos hrane i tečnosti kod bolesnika u komi izvodi se enteralnim putem (preko nazogastrične ili orogastrične sonde) i parenteralnim putem. Samo parenteralnim putem ishrana je moguća ukoliko bolesnik povraća ili ima poremećaj funkcije ceva (npr paralitički ileus).  Za ovu vrstu nege treba osigurati dovoljan broj
intravenoznih katetera a parenteralnu infuziju primenjivati kako je propisano.
Medicinska sestra u sklopu ishrane treba pratiti i evidentirati gubitak tečnosti na nazogastričnu sondu, evidentirati broj proivastih stolica i evidentirati unos tečnosti  kao i diurezu. 
Izmokravanje
Eliminacija mokraće prati se pomoću plasiranog trajnog urinarnog katetera i sistema za merenje jednočasovne diureze.
Uklanjanje fekalija
Ukoliko ne dođe do spontane defekacije eliminacija stolice se najčešće srovodi davanjem laksativa. Ako to ne da rezultate mogu se primeniti klizme (unošenje tečnosti putem katetera u debelo crevo), u svrhu čišćenja creva. Pri tome potrebno je pratiti boju, količinu, konzistenciju, izgled i miris fekalija. 
Prevencija dekubitusa i drugih komplikacija
Kako kod bolesnika u komi postoji visok rizik za nastanak komplikacija usled dugotrajnog mirovanja  prevencija dekubitusa se sprovodi sa antidekubitalnim madracem i odgovarajućom negom bolesnika., što je od velike važnosti.
Telesna temperatura
Povišena telesna temperatura može nastati zbog infekcije ili zbog oštećenja centra za termoregulaciju u hipotalamusu. telesnu temperaturu bolesnika u komi treba redovno pratiti  kontinuiranm merenjem temperature primenom rektalne ili kožne sonde, i pravovremeno na nju reagovati, otkrivanjem uzroka.
Asepstični rad kod bolesnika sa ranom
Pod asepsom se podrazumijeva način rada kojim se u medicini, a posebno u hirurgiji i lečenju rana, isključuje svaka spoljne kontaminacija radnog polja i svega što se pri radu upotrebljava. Sprovođenjem pravila asepse u nezi komatoznog bolesnika sprečava se nastanak novih komplikacija, i zato je njena primena od velike važnosti.  Pravila asepse uključuju:
- Pripremu bolesnika,
- Pripremu prostora,
- Pripremu osoblja,
- Pripremu pribora,
- Postupak s ranom.

Podešavanje mikroklimatskih uslova
U bolesničkoj sobi/intenzivnoj nezi medicinska sestre/tehničar trebaju u svako doba dana da obezbede optimalnu temperaturu, vlažnost i zasičnje vazduha kiseonikom, provetravanjem, grejanjem ili hlađewem prostora (centralna klima), u zavisnosti od spoljašnjih vremesnkih uslova.
Odnsono mora se uvek paziti da bolesniku nije hladno, pretoplo, vlažno i zagušljivo.

## Sprečavanje jatrogenije
Medicinska sestra u borbi protiv jatrogenije (negativnih efekta određenih aktivnosti sestre – lekara u toku nege bolesnika u komi), mora:
- održavati ličnu higijenu ruku i primeniti odgovarajuće zaštitne mere prema standardu,
- održavati adekvatnu higijenu bolesnika (usna šupljina, perianalna regija),
- sprovoditi redovnu aspiraciju disajnog puta prema standardu i podignuti uzglavlje bolesnika zbog prevencije pneumonije,[15]
- plasirati katetere u aseptičkim uslovima,
- održavati drenažne katetere čistim i prohodnim,
- održavati intravenske/arterijske katetere prema standardu, kako bi se smanji visok rizik infekcija povezanih sa kateterom i centralnim venskim kateterom.[16][17]
- pratiti izgled izlučevina (bronhijalni sekret, urin) i povremeno prikupiti i poslati uzorke za analizu (urin, krv, aspirat traheje/bronha, brisevi i slično) prema odredbi lekara.

## Spoljašnje veze
|  | Molimo Vas, obratite pažnju na važno upozorenje u vezi sa temama iz oblasti medicine (zdravlja). |